# Poczet
Poczet (pronunciación en polaco: /ˈpɔt͡ʂɛt/: , "escuadrón" o "séquito"; plural poczty) era la unidad militar más pequeña en el reino de Polonia y su sucesora, la República de las Dos Naciones del siglo XV al XVIII. 
En la caballería, cada poczet era mandado por un towarzysz husarski o towarzysz pancerny, noble responsable del reclutamiento de la unidad. Normalmente entre 1 y 4 hombres (pocztowy o pacholiks) formaban la aportación prescrita por el contrato del noble con su comandante, el rotameister (rotmistrz) y el estado. Varios poczets se agrupaban en unidades mayores como el chorągiew (compañía, o más correctamente, el equivalente del concepto medieval de las lances fournies).
El pocztowy era un ayudante y suboficial del towarzysz, en cierta forma similar al escudero de los caballeros medievales. Llevaba armadura como su superior pero luchaba en segunda o tercera fila y era responsable de guardar su retaguardia y flancos en batalla.